# ألفوس
ألفوس (الاسم العلمي: Alphus) هو جنس من الخنافس في فصيلة الخنافس طويلة القرون، التي تحتوي على الأنواع التالية :
- ألفوس كابيكسابا مارينوني و مارتنز، 1978
- ألفوس سيميليس مارتينز، 1985
- ألفوس توبيروساس (جيرمار، 1824)